# Fleroya ledermannii
Fleroya ledermannii là một loài thực vật có hoa trong họ Thiến thảo. Loài này được (K.Krause) Y.F.Deng mô tả khoa học đầu tiên năm 2007.